# Bujaru
Bujaru é um município brasileiro do estado do Pará.

## Geografia
Bujaru se localiza a uma latitude 01º30'54" sul e a uma longitude 48º02'41" oeste, estando a uma altitude de 10 metros. Sua população estimada em 2016 era de 28.016 habitantes.
Possui uma área de 990,399 km².

## Cultura
Nesta cidade encontram-se os reconhecidos grupos de teatro Kizomba e Bom Intento, famosos por suas performances teatrais. Entre as mais tradicionais, encontra-se a Paixão de Cristo realizada na semana santa, todos os anos. 
O município conta  também  com os Grupos de Dança Kings Of Dance e o Canto do Guará que se apresentam em diversos eventos culturais e religiosos.
No mês de setembro, na cidade, acontece o festival do açaí jet o qual é repleto de competições como: natação, corrida de jet-ski, competição de peconheiros, etc. E também diversas atrações, apresentações e shows durante os dias três dias do festival.

## Política
Nas Eleições 2020, após 4 anos da gestão de Jorge Sató (PR), Miguel Bernardo da Costa Júnior (MDB) foi democraticamente eleito com 7.322 votos. Os munícipes também substituíram 8 dos 11 vereadores que compunham a Câmara Municipal.